# Nate Smith
Nate Smith (Paradise, Californië, 19 september 1985) is een Amerikaanse countryzanger en singer-songwriter.

## Discografie

### Albums
Tussen haakjes totaal aantal weken in de lijst / * nog in de lijst
| Titel           | Jaar       | Charts           | Charts          | VS Billboard Charts | VS Billboard Charts | Opmerkingen            |
| Titel           | Jaar       | NL Album Top 100 | VL Ultratop 200 | Billboard 200       | Top Country Albums  | Opmerkingen            |
| --------------- | ---------- | ---------------- | --------------- | ------------------- | ------------------- | ---------------------- |
| Nate Smith      | 28-04-2023 | -                | -               | 30                  | 6                   | VS: Goud / CA: Platina |
| California Gold | 04-10-2024 | -                | -               | 65                  | 12                  | -                      |

### Ep's
Tussen haakjes totaal aantal weken in de lijst / * nog in de lijst
| Titel             | Jaar       | Charts           | Charts          | VS Billboard Charts | VS Billboard Charts | Opmerkingen |
| Titel             | Jaar       | NL Album Top 100 | VL Ultratop 200 | Billboard 200       | Top Country Albums  | Opmerkingen |
| ----------------- | ---------- | ---------------- | --------------- | ------------------- | ------------------- | ----------- |
| Through the Smoke | 05-04-2024 | -                | -               | -                   | -                   | -           |

### Singles
Tussen haakjes totaal aantal weken in de lijst / * nog in de lijst
| Titel                           | Jaar       | Charts     | Charts            | Charts         | VS Billboard Charts | VS Billboard Charts | VS Billboard Charts | Opmerkingen                      |
| Titel                           | Jaar       | NL Top 40  | NL Single Top 100 | VL Ultratop 50 | Hot 100             | Country Airplay     | Hot Country Songs   | Opmerkingen                      |
| ------------------------------- | ---------- | ---------- | ----------------- | -------------- | ------------------- | ------------------- | ------------------- | -------------------------------- |
| Whiskey on You                  | 27-06-2022 | -          | -                 | -              | 43                  | 1                   | 11                  | VS: 3× Platina / CA: 2× Platina  |
| World on Fire                   | 05-06-2023 | -          | -                 | -              | 21                  | 1                   | 6                   | -                                |
| Bulletproof                     | 19-02-2024 | -          | -                 | -              | 37                  | 3                   | 10                  | -                                |
| Drinkin' Buddies                | 2024       | -          | -                 | -              | -                   | 26                  | -                   | met Lee Brice en Hailey Whitters |
| I Like It                       | 12-07-2024 | -          | -                 | 24 (19wk)      | -                   | -                   | -                   | met Alesso                       |
| Can You Die from a Broken Heart | 30-09-2024 | -          | -                 | -              | -                   | -                   | 29                  | met Avril Lavigne                |
| Fix What You Didn't Break       | 2024       | 10 (25wk)* | -                 | 42 (3wk)*      | 88                  | 33                  | 20                  | -                                |

### Singles (promotiesingles)
Tussen haakjes totaal aantal weken in de lijst / * nog in de lijst
| Titel                        | Jaar       | Charts    | Charts            | Charts         | VS Billboard Charts | VS Billboard Charts | VS Billboard Charts | Opmerkingen |
| Titel                        | Jaar       | NL Top 40 | NL Single Top 100 | VL Ultratop 50 | Hot 100             | Country Airplay     | Hot Country Songs   | Opmerkingen |
| ---------------------------- | ---------- | --------- | ----------------- | -------------- | ------------------- | ------------------- | ------------------- | ----------- |
| Under My Skin                | 2020       | -         | -                 | -              | -                   | -                   | -                   | VS: Goud    |
| I Don't Wanna Go to Heaven   | 2021       | -         | -                 | -              | -                   | -                   | -                   | CA: Goud    |
| Wreckage                     | 18-11-2022 | -         | -                 | -              | 69                  | 20                  | -                   | VS: Platina |
| Nobody Likes Your Girlfriend | 21-02-2025 | -         | -                 | -              | -                   | 29                  | -                   | met Hardy   |

- MusicBrainz: a1652aa0-8fae-4f6b-b914-6ab6a1291fdd